# Абава
Абава — річка у Латвії та Литві, найбільша притока Венти.
Бувши меншою за Венту, Абава дуже на неї схожа: на Абаві теж є пороги й перекати, водоспад Абавас-Румба (за 4 км нижче Сабіле), свою кручу Муйжараю-Клінтіс, печери Велну (чортові) у Сабілеї Марас-Камбарі недалеко від Ренди. Та й древня долина Абави, що утворилася в льодовиковий період, більше значна, ніж у Венти. Унікальна краса Абави розкривається вниз за течією, за Кандавою. Схили великої долини суцільно пориті глибокими ярами, струмками й річечками.
Колись тут по берегах Абави простиралася древня земля куршів Ваннема. Найбільші городища перебували в Кандаві й Сабіле. У Сабіле, на правому схилі древньої долини, уже в XV–XVII століттях росли виноградники. Ці місця називають перлиною Курземе.
В озеро Буртнієку в північній Латвії впадає багато річок, а випливає лише одна — Салаца, що ласкаво називають дочкою цього озера. Річка проклала свою долину не тільки в тонкому пухкому шарі четвертинних відкладень, але й урізалася в девонські пісковики. Салацу іноді називають Гауєю у мініатюрі. Гаую нагадують закруту, пороги й перекати Салаци, але особливо — стрімкі кручі червоного пісковику, що нависають стрімчаки й печери. Одна з найпримітніших круч — Сканяйскалнс, 35-метрова круча, що багаторазово відбиває звук, під певним кутом посланий із протилежного берега (звідси назва стрімчака: латис. сканя — звук, калнс — гора). Обриви жовто-червоного пісковику піднімаються також на берегах правих припливів Салаци. При впаданні в Ризьку затоку ширина Салаци досягає 150 м. У її гирлі розташоване місто Салацгріва й рибний порт.